# Weyauwega (condado de Waupaca, Wisconsin)
Weyauwega es un pueblo ubicado en el condado de Waupaca en el estado estadounidense de Wisconsin. En el Censo de 2010 tenía una población de 583 habitantes y una densidad poblacional de 9,9 personas por km².

## Geografía
Weyauwega se encuentra ubicado en las coordenadas 44°17′42″N 88°55′27″O / 44.29500, -88.92417. Según la Oficina del Censo de los Estados Unidos, Weyauwega tiene una superficie total de 58.86 km², de la cual 53.04 km² corresponden a tierra firme y (9.88%) 5.82 km² es agua.

## Demografía
Según el censo de 2010, había 583 personas residiendo en Weyauwega. La densidad de población era de 9,9 hab./km². De los 583 habitantes, Weyauwega estaba compuesto por el 98.11% blancos, el 0% eran afroamericanos, el 0% eran amerindios, el 0% eran asiáticos, el 0% eran isleños del Pacífico, el 0.69% eran de otras razas y el 1.2% pertenecían a dos o más razas. Del total de la población el 5.32% eran hispanos o latinos de cualquier raza.